# 赫伯特·基克尔
赫伯特·基克尔（德語：Herbert Kickl，1968年10月19日—）奥地利极右翼政治家， 2021年6月起为奥地利自由党领导人，2017年至2019年曾任奥地利内政部部长。
他进入奥地利自由党党校（党学会）竞选策略和内容部工作，担任党校副总经理、2002年升任总经理。2005年5月调任联邦党秘书长（一译联邦党总书记）。2018年1月由马琳·丝瓦泽克接任。她现任萨尔茨堡州副州长。2006年初在维也纳自由党工作，负责广告、公关、营销、传播和战略，2017年12月因工作变动辞职。2006年10月，兼任国会俱乐部副主席。他2017年底至2019年5月担任内政部部长而罢免后成为代理国会党团领导人。2016年7月至2021年9月兼任党学会会长。
2021年6月，任联邦党党魁。